# 宮田大輔 (計算機科学者)
宮田 大輔（みやた だいすけ）は、千葉商科大学商経学部経済学科教授

## 略歴
- 慶應義塾大学大学院理工学研究科博士後期課程（計算機科学専攻）単位取得退学、修士（工学）
- 2001年 立正大学地球環境科学部環境システム学科助手

## 専門分野
- 応用数学（離散数学）
- アルゴリズム
- 生命情報工学

## 主要所属学会
- 日本数学会
- パーソナルコンピュータ利用技術学会（理事）